# André Sollie
André Sollie (Mechelen, 7 juli 1947 – Deurne, 13 januari 2025) was een Vlaams auteur en illustrator van kinder- en jeugdboeken en dichtbundels.

## Biografie
Sollie voltooide een grafische opleiding aan Sint-Lukas in Brussel en begon als illustrator. Hij werkte onder meer voor de Stipkrant, een kinderkatern in De Standaard. Daarin werden ook zijn eerste versjes gepubliceerd waarna hij ook als dichter, auteur van kortverhalen, schrijver van liedjesteksten voor musical en jeugdtheater en scenarist voor televisie begon te werken. Meer en meer trad hij naar voren als schrijver én illustrator en creëerde hij boeken met beeld en tekst.
In 1986 verscheen zijn eerste dichtbundel voor de jeugd Soms, dan heb ik flink de pest in, gevolgd in 1991 door Zeg maar niks en in 1997 de autobiografische dichtbundel Het ijzelt in juni. In 2008 verscheen een dichtbundel voor jonge kinderen Altijd heb ik wat te vieren.
Het met een Gouden Griffel bekroonde Wachten op matroos is een kinderboek over een vuurtorenwachter die verliefd is op een zeiler. De Engelse vertaling, Hello, Sailor, veroorzaakte in 2006 een rel in het Verenigd Koninkrijk toen het op een leeslijst van het onderwijs terechtkwam. Christelijke organisaties klaagden aan dat op deze wijze een kinderboek waarin homopersonages voorkwamen naar hun oordeel aan de scholen werd opgedrongen.
Zijn eerste adolescentenroman Nooit gaat dit over, een liefdesverhaal van twee jonge opgroeiende jongens uit 2005 werd in 2011 verfilmd door Bavo Defurne als Noordzee, Texas.
In 1994 verzorgde hij de illustraties van Twee oude vrouwtjes van Toon Tellegen. Voor het drieduizendste nummer van de Vlaamse Filmpjes verzorgde hij de illustraties van het verhaal Wisselkind van Els Pelgrom. 
In 2000 schreef hij teksten bij illustraties van Erika Cotteleer.
Zijn eigen prentenboek over een kleuter die zijn eigen lichaam ontdekt met teksten in rijm, Dubbel Doortje, kwam in 2004 uit. Andere prentenboeken waren Een raadsel voor Roosje, over het verwerken van verdriet met creativiteit en De Zomerzot uit 2009.
Sollie overleed in januari 2025 op 77-jarige leeftijd. Hij was al enige tijd ziek.